# 1re législature de la Knesset
 (décembre 2023).
Si vous disposez d'ouvrages ou d'articles de référence ou si vous connaissez des sites web de qualité traitant du thème abordé ici, merci de compléter l'article en donnant les références utiles à sa vérifiabilité et en les liant à la section « Notes et références ».

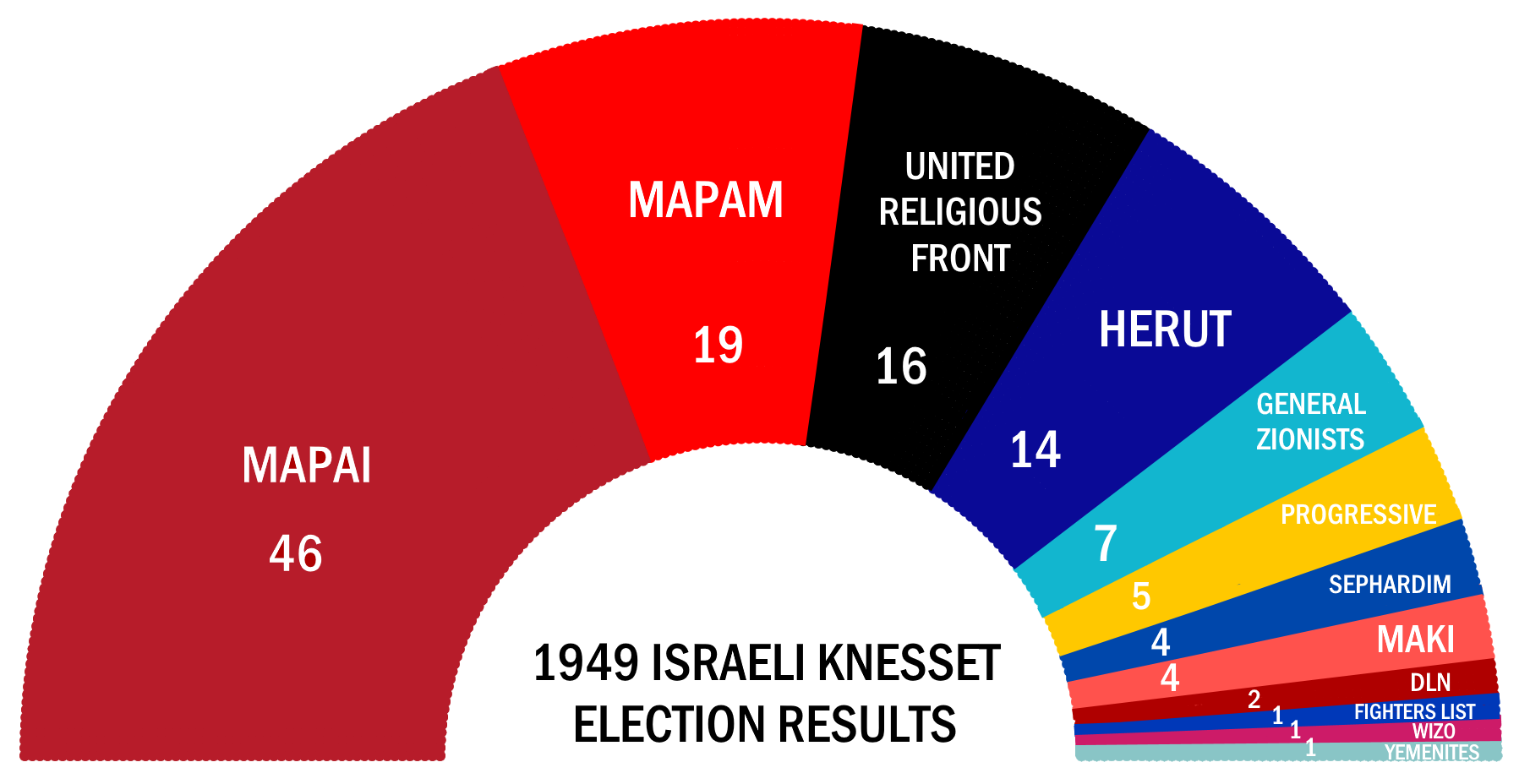
Résultat de la 1ere législature de la Knesset de 1949, avec la répartition des sièges selon les partis.

La 1re législature de la Knesset est un cycle parlementaire israélien de la Knesset, ouvert le 14 février 1949 à la suite des élections législatives du 25 janvier précédent. La Knesset doit jouer le rôle d'assemblée constituante et l'institution s'autodissout en 1951 pour laisser place à sa 2e législature.

## Historique
En 1948, à la création d'Israël, sa déclaration d'indépendance prévoit « la mise en place [d']institutions élues et régulières de l'État [...] conformément à la Constitution qui sera établie par l'assemblée constituante élue ». Des élections ont lieu le 25 janvier 1949, après avoir été retardées par la guerre israélo-arabe de 1948-1949. 87 % de participation sont enregistrés, soit 430 000 votants. Elles donnent les résultats suivants : le Mapaï remporte 46 sièges, le Mapam 19 sièges, le Front religieux uni (Hazit Datit Meukhedet) 16 et le Hérout 14. Les autres sièges se répartissent entre d'autres plus petits partis.
L'assemblée constituante se réunit pour tenter de rédiger une Constitution. Sa première convocation a lieu le 14 février 1949 (jour de Tou Bichvat) à Jérusalem ; les parlementaires chantent l'hymne israélien Hatikvah et un discours est prononcé par Chaim Weizmann. Par la suite, elle déménage à plusieurs reprises, d'abord à Tel Aviv, puis de nouveau à Jérusalem en décembre 1949. Finalement, elle s'installe en mars 1950 à Beit Froumine (en), où elle restera jusqu'en 1966. 
Malgré les travaux parlementaires, l'objectif d'adoption d'une Constitution n'est pas atteint, en raison de l'opposition d'une partie de l'assemblée à l'idée même d'un tel texte. Les représentants parviennent seulement à s'entendre sur une « décision de compromis » appelée « décision Harari », qui prévoit la rédaction et la délibération de la Constitution bloc par bloc — chaque chapitre étant désigné comme une « loi fondamentale » —  par la commission des lois et de la justice de la Knesset.
En 1951, la 1re législature s'auto-dissout, cédant la place à une deuxième qui commence effectivement à travailler sur la première des onze « lois fondamentales » que compte actuellement la loi israélienne.

## Liste des membres
En bleu, les membres de la coalition, en rouge ceux de l'opposition.
| Parti                               | Nom                                                               |
| ----------------------------------- | ----------------------------------------------------------------- |
| Mapaï (46)                          | Meir Argov                                                        |
| Mapaï (46)                          | Ami Assaf                                                         |
| Mapaï (46)                          | Zalman Aran                                                       |
| Mapaï (46)                          | Yitzhak Ben-Zvi                                                   |
| Mapaï (46)                          | Aryeh Bahir                                                       |
| Mapaï (46)                          | David Bar-Rav-Hai                                                 |
| Mapaï (46)                          | Joseph Baratz                                                     |
| Mapaï (46)                          | Chaim Ben-Asher                                                   |
| Mapaï (46)                          | David Ben Gourion                                                 |
| Mapaï (46)                          | Shmuel Dayan                                                      |
| Mapaï (46)                          | Ben-Zion Dinur                                                    |
| Mapaï (46)                          | Hasya Drori                                                       |
| Mapaï (46)                          | Yechiel Duvdevani                                                 |
| Mapaï (46)                          | Yosef Efrati                                                      |
| Mapaï (46)                          | Heshel Frumkin (remplacé par Jenia Taversky le 5 février 1951)    |
| Mapaï (46)                          | Shraga Goren                                                      |
| Mapaï (46)                          | Akiva Govrin                                                      |
| Mapaï (46)                          | Israel Guri                                                       |
| Mapaï (46)                          | Eliyahu Hacarmeli                                                 |
| Mapaï (46)                          | David Hacohen                                                     |
| Mapaï (46)                          | Netta Harpaz                                                      |
| Mapaï (46)                          | Avraham Herzfeld                                                  |
| Mapaï (46)                          | Abba Hushi (remplacé par Baruch Osnia le 12 février 1951)         |
| Mapaï (46)                          | Beba Idelson                                                      |
| Mapaï (46)                          | Eliezer Kaplan                                                    |
| Mapaï (46)                          | Yona Kesse                                                        |
| Mapaï (46)                          | Yosef-Michael Lamm (remplacé par Refael Bash le 21 mai 1951)      |
| Mapaï (46)                          | Shlomo Lavi                                                       |
| Mapaï (46)                          | Pinhas Lavon                                                      |
| Mapaï (46)                          | Eliezer Livna                                                     |
| Mapaï (46)                          | Ada Maimon                                                        |
| Mapaï (46)                          | Golda Meir                                                        |
| Mapaï (46)                          | Peretz Naftali                                                    |
| Mapaï (46)                          | Devorah Netzer                                                    |
| Mapaï (46)                          | David Remez (remplacé par Menahem Cohen le 19 mai 1951)           |
| Mapaï (46)                          | Moshe Sharett                                                     |
| Mapaï (46)                          | Shneor Zalman Shazar                                              |
| Mapaï (46)                          | Aryeh Sheftel (remplacé par Yisrael Yeshayahu le 12 février 1951) |
| Mapaï (46)                          | Reuven Sheri                                                      |
| Mapaï (46)                          | Joseph Shprinzak                                                  |
| Mapaï (46)                          | Yizhar Smilansky                                                  |
| Mapaï (46)                          | Yehudit Simhoni (remplacé par Herzel Berger le 5 février 1951)    |
| Mapaï (46)                          | Ephraim Taburi                                                    |
| Mapaï (46)                          | Avraham Taviv (remplacé par Yitzhak Kanav le 20 avril 1950)       |
| Mapaï (46)                          | Zvi Yehuda                                                        |
| Mapaï (46)                          | Dov (Bernard) Yosef                                               |
| Mapam (19)                          | Moshe Aram                                                        |
| Mapam (19)                          | Menahem Bader                                                     |
| Mapam (19)                          | Dov Bar-Nir (remplacé par Menachem Ratzon le 10 avril 1951)       |
| Mapam (19)                          | Israel Bar-Yehuda                                                 |
| Mapam (19)                          | Yitzhak Ben-Aharon                                                |
| Mapam (19)                          | Mordechai Bentov                                                  |
| Mapam (19)                          | Yaakov Chazan                                                     |
| Mapam (19)                          | Israël Galili                                                     |
| Mapam (19)                          | Fayge Ilanit                                                      |
| Mapam (19)                          | Hannah Lamdan                                                     |
| Mapam (19)                          | Nahum Nir                                                         |
| Mapam (19)                          | Eliezer Peri                                                      |
| Mapam (19)                          | Beryl Raptor                                                      |
| Mapam (19)                          | Yaakov Riftin                                                     |
| Mapam (19)                          | Hanan Rubin                                                       |
| Mapam (19)                          | Moshe Sneh                                                        |
| Mapam (19)                          | Yitzhak Tabenkin (remplacé par David Livschitz le 12 avril 1951)  |
| Mapam (19)                          | Meir Yaari                                                        |
| Mapam (19)                          | Aharon Zisling                                                    |
| Hazit Datit Meukhedet (16)          | Yosef Burg                                                        |
| Hazit Datit Meukhedet (16)          | Moshe Kelmer (remplacé par Eliyahu Mazor le 11 mars 1949)         |
| Hazit Datit Meukhedet (16)          | Eliyahu-Moshe Ganhovsky                                           |
| Hazit Datit Meukhedet (16)          | Avraham-Yehuda Goldrat                                            |
| Hazit Datit Meukhedet (16)          | Aharon-Ya'akov Greenberg                                          |
| Hazit Datit Meukhedet (16)          | Kalman Kahana                                                     |
| Hazit Datit Meukhedet (16)          | Meir-David Levenstein                                             |
| Hazit Datit Meukhedet (16)          | Yitzhak-Meir Levin                                                |
| Hazit Datit Meukhedet (16)          | Yehuda Leib Maimon                                                |
| Hazit Datit Meukhedet (16)          | Benjamin Mintz                                                    |
| Hazit Datit Meukhedet (16)          | Mordechai Nurock                                                  |
| Hazit Datit Meukhedet (16)          | David-Zvi Pinkas                                                  |
| Hazit Datit Meukhedet (16)          | Avraham-Haim Shag                                                 |
| Hazit Datit Meukhedet (16)          | Haim-Moshe Shapira                                                |
| Hazit Datit Meukhedet (16)          | Moshe Unna                                                        |
| Hazit Datit Meukhedet (16)          | Zerach Warhaftig                                                  |
| Hérout (14)                         | Menahem Begin                                                     |
| Hérout (14)                         | Yohanan Bader                                                     |
| Hérout (14)                         | Aryeh Ben-Eliezer                                                 |
| Hérout (14)                         | Haim Cohen-Meguri                                                 |
| Hérout (14)                         | Uri Zvi Greenberg                                                 |
| Hérout (14)                         | Ari Jabotinsky                                                    |
| Hérout (14)                         | Shmuel Katz                                                       |
| Hérout (14)                         | Hillel Kook                                                       |
| Hérout (14)                         | Haim Landau                                                       |
| Hérout (14)                         | Eliyahu Lankin                                                    |
| Hérout (14)                         | Yaakov Meridor                                                    |
| Hérout (14)                         | Shmuel Merlin                                                     |
| Hérout (14)                         | Avraham Rakanti                                                   |
| Hérout (14)                         | Esther Raziel-Naor                                                |
| Tzionim Klalim (7)                  | Peretz Bernstein                                                  |
| Tzionim Klalim (7)                  | Yaacov Gil (Lifschitz)                                            |
| Tzionim Klalim (7)                  | Yaakov Klivnov                                                    |
| Tzionim Klalim (7)                  | Shoshana Parsitz                                                  |
| Tzionim Klalim (7)                  | Israel Rokach                                                     |
| Tzionim Klalim (7)                  | Yosef Sapir                                                       |
| Tzionim Klalim (7)                  | Yosef Serlin                                                      |
| Miflega Progresivit (5)             | Idov Cohen                                                        |
| Miflega Progresivit (5)             | Yeshayahu Forder                                                  |
| Miflega Progresivit (5)             | Avraham Granot                                                    |
| Miflega Progresivit (5)             | Yizhar Harari                                                     |
| Miflega Progresivit (5)             | Pinhas Rosen                                                      |
| Maki (4)                            | Shmuel Mikunis                                                    |
| Maki (4)                            | Eliezer Preminger                                                 |
| Maki (4)                            | Tawfik Toubi                                                      |
| Maki (4)                            | Meir Vilner                                                       |
| Sfaradim ve-Edot Mizrakh (4)        | Moshe Ben-Ami                                                     |
| Sfaradim ve-Edot Mizrakh (4)        | Eliahu Eliashar                                                   |
| Sfaradim ve-Edot Mizrakh (4)        | Avraham Elmalich                                                  |
| Sfaradim ve-Edot Mizrakh (4)        | Bechor-Shalom Sheetrit                                            |
| Reshima Demokratit shel Natzrat (2) | Seif-El-Din El-Zubi                                               |
| Reshima Demokratit shel Natzrat (2) | Amin-Salim Jarjora                                                |
| Reshimat HaLokhmim (1)              | Natan Yellin-Mor                                                  |
| Hita'akhdot HaTeimanim (1)          | Zecharia Glosca                                                   |
| Vitzo (1)                           | Rachel Cohen-Kagan                                                |